# Berlin-Neukölln
Neukölln is een stadsdeel van Berlijn, en maakt deel uit van het gelijknamige district Neukölln. Het is het noordelijkste en dichtst bebouwde deel van het district. Tot 1920 was Neukölln een zelfstandige stad, die tot 1912 de naam Rixdorf droeg.

## Geschiedenis
Het dorp rond 1200 gesticht door de Tempeliers uit het naburige Tempelhof. Er zijn geen sporen dat er hiervoor Slavische bewoning was. In 1360 werd het dorp voor het eerst vermeld als Richardsdorf en was het op dat moment een dorp van 25 hoeven. Het dorpscentrum bevond zich rondom de Richardplatz. In 1435 verkochten de ridders enkele dorpen (Tempelhof, Mariendorf, Marienfelde, en Rixdorf) aan de steden Berlijn en Cölln. In 1525 werd het dorp nog Ricksdorf vernoemd. Dit verbasterde nog enkele keren tot Rixdorf meer en meer in voege kwam. 
In 1737 liet koning Frederik Willem I toe dat protestante Bohemers zich hier vestigden, nadat ze wegens hun geloof verbannen waren uit Bohemen. Zij bouwden hun eigen kerk en gebouwen en in 1797 kregen ze als Böhmisch-Rixdorf een eigen bestuur. Op 1 januari 1874 werden Böhmisch- en Deutsch-Rixdorf verenigd tot één dorp.
Op 1 mei 1899 was Rixdorf het grootste dorp van Pruisen met 80.000 inwoners en kreeg dan stadsrechten. In 1912 werd de naam gewijzigd in Neukölln met toestemming van keizer Willem II omdat de naam Rixdorf een negatieve bijklank gekregen had vanwege het frivole uitgaansleven daar. Neukölln mag niet verward worden met Neu-Kölln dat intussen een historisch stadsdeel is van Mitte? 
Door de uitbreiding van Berlijn in 1920 werd de stad opgeslokt en verloor haar zelfstandigheid. De dorpen Britz, Rudow en Buckow ondergingen eenzelfde lot en werden bij het nieuwe district Neukölln gevoegd. 
Ten tijde van de Weimarrepubliek was Neukölln een bolwerk van de KPD, maar na de Duitse deling lag Neukölln in West-Berlijn. Door de bouw van de Berlijnse Muur in 1961 was Neukölln afgescheiden van de omringende stadsdelen en werd zo minder attractief om te wonen. Door de lagere prijzen kwamen hier vele buitenlanders wonen.
Het isolement van Neukölln eindigde na de val van de Berlijnse Muur. In de jaren 1990 en 2000 werd de wijk bekend als 'probleemwijk' en sociale hotspot, met mensen uit Arabische landen en vluchtelingen die zich bij de aanvankelijk overwegend Turkse gastarbeiders voegden. In de jaren 2010 was al ongeveer 15% van de bewoners van de wijk van Turkse en 10% van Arabische afkomst. Medio 2021 lag het aandeel van mensen met een migrantenachtergrond net onder de 50%, afkomstig uit 155 verschillende landen. Tegelijkertijd is de wijk sinds de jaren 2000 aan het gentrificeren, vooral in het noorden van Neukölln. Er zijn tal van cafés, creatieve winkels, cafés en restaurants geopend, waardoor Neukölln een trendy wijk is geworden.] Sinds de administratieve hervorming op 1 januari 2001 vormt het district Neukölln het achtste district van Berlijn (voorheen het veertiende). Neukölln, Spandau en Reinickendorf bleven de enige districten zonder fusie met een ander district vanwege hun grootte van meer dan 200.000 inwoners.

## Verkeer
De stations Hermannstraße, Sonnenallee, Köllnische Heide en Station Neukölln worden bediend door de S-Bahn lijnen S41, S42, S45, S46, S47. 
Er zijn ook twee metrolijnen. 
| Lijn U7 - Hermannplatz - Rathaus Neukölln - Karl-Marx-Straße - Neukölln Lijn U8 - Hermannplatz - Boddinstraße - Leinestraße - Hermannstraße |

## Sport
Voetbalclub 1. FC Neukölln speelde zes seizoenen in de hoogste klasse, waarvan 1945/46 de laatste keer was. In 2017 werd de naam gewijzigd in 1. FC Novi Pazar 95 Berlin. Deze club slokte ook in 2022 Neuköllner SC Marathon 02. 
Het Werner-Seelenbinder-Sportpark is de thuishaven van SV Tasmania Berlin en diens voorganger SC Tasmania 1900 Berlin, dat 29 seizoenen in de hoogste klasse speelde, waarvan de laatste keer in 1965/66. Aan de Maybachufer speelt NFC Rot-Weiß Berlin, dat in de jaren zeventig even in de hogere reeksen speelde, maar intussen ook helemaal weggezakt is. 
Neuköllner FC Südstern 08 speelde ook 6 seizoenen in de hoogste klasse, maar bestaat inmiddels niet meer. 
Britz |
Buckow |
Gropiusstadt |
Neukölln |
Rudow